# Cannolo
Cannoli je název italského dezertu. Jednotné číslo je cannolo (nebo v sicilštině cannolu, množné číslo cannola), což znamená „trubička“. Cannoli vznikly na Sicílii a jsou typickým dezertem pro tento ostrov. V Itálii se jim proto obvykle říká také „cannoli siciliani“.

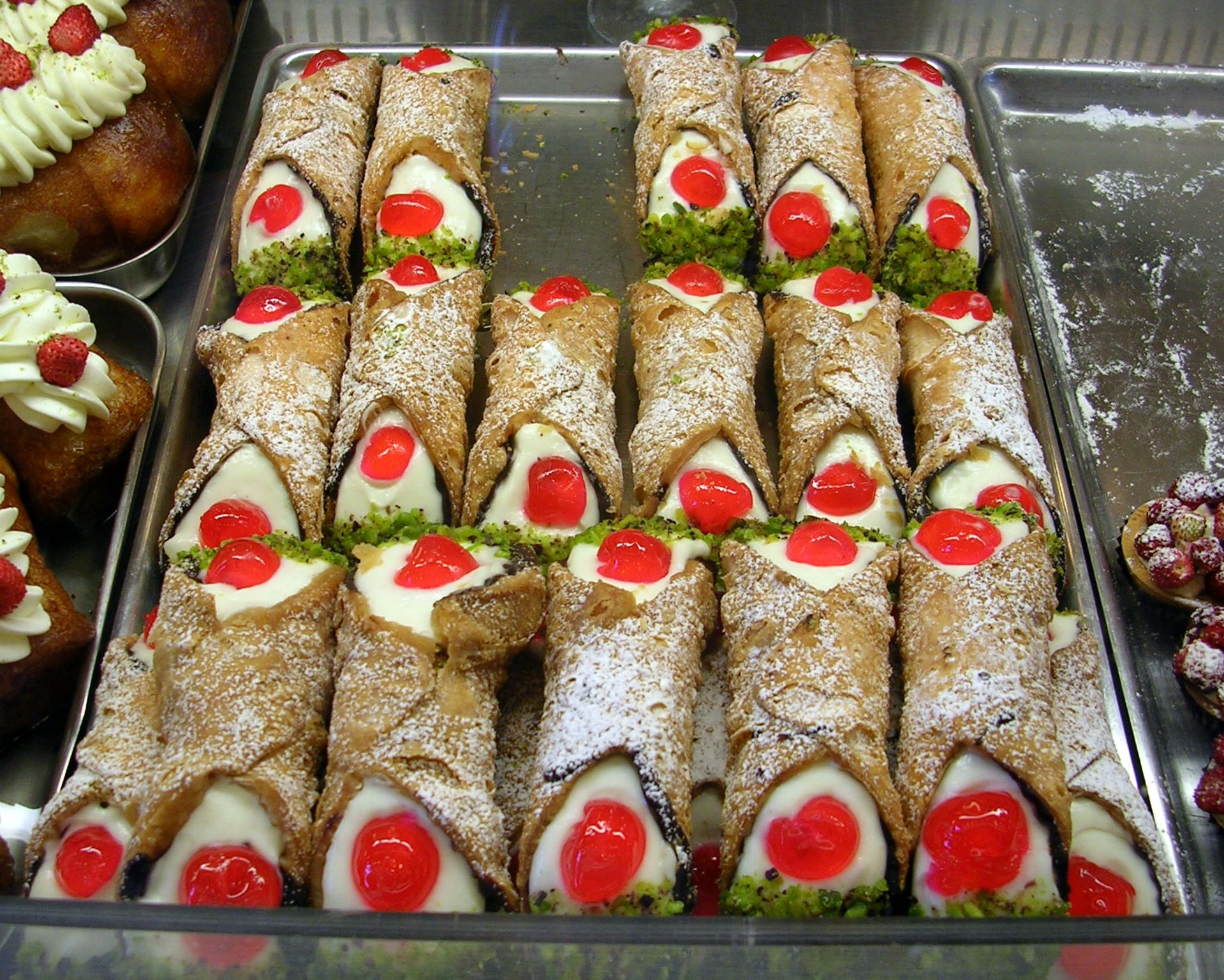
Vystavené cannoli

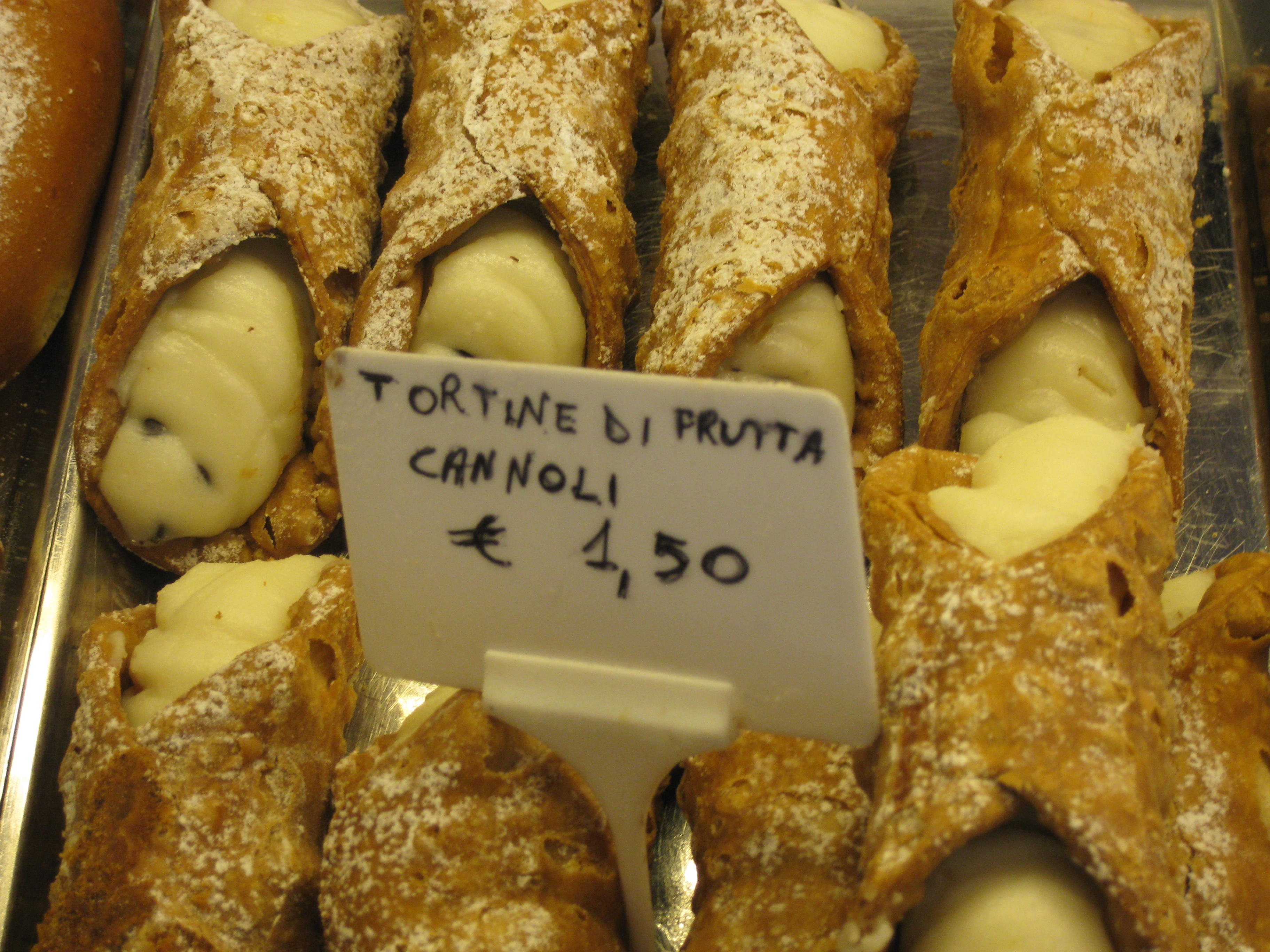
Vystavené cannoli

Cannoli se skládají z pevné těstové trubičky se sladkou krémovou náplní, která obvykle obsahuje sýr ricotta. Kraje se mohou posypat drcenými pistáciemi, čokoládou nebo koktejlovými třešněmi či nakládanou kůrou citrusů. Velikostí se mohou lišit od "cannulicchi", které nejsou větší než prst, až po cannoli velké jako pěst, které jsou typické na jih od města Palermo, v Piana degli Albanesi.
Těsto, které se tradičně připravuje z mouky, cukru, sádla, vína Marsala, hořkého kakaového prášku, bílého vinného octa a špetky soli, se vypracuje a po vytvarování do specifické podoby se dá vychladit do ledničky. Poté se cannoli krátce osmaží na pánvi s olejem. 

## Historie
Cannoli pocházejí z měst Palermo a Messina a původně se připravovaly během karnevalové sezóny, možná jako symbol plodnosti. Jedna legenda klade jejich původ do harému ve městě Caltanissetta. 